# Henry Ford
Henry Ford (30. července 1863 Dearborn – 7. dubna 1947 Dearborn) byl americký podnikatel, průkopník automobilového průmyslu a zakladatel firmy Ford, druhý americký miliardář po Johnu D. Rockefellerovi. 
V roce 1903 založil Ford Motor Company, která se stala jedním z největších výrobců automobilů na světě.  V roce 1913 zavedl jako první na světě pásovou výrobu automobilů, čímž výrazně zefektivnil a zlevnil jejich výrobu. Díky tomu se model Ford T stal prvním cenově dostupným vozem pro širokou veřejnost.

## Mládí
Nestal se podle představ svého otce farmářem a v šestnácti letech odešel z domu. Zkusil štěstí v Detroitu, kde se u firem James Flower & Bros a Detroit Dry Dock vyučil zámečníkem. Po vyučení nastoupil do firmy Westinghouse jako opravář parních strojů a v roce 1891 získal dobré místo ve firmě Thomase Alvy Edisona, kde se pak vypracoval do pozice hlavního inženýra. V té době se Ford ve svém volném čase zabýval experimenty s benzinovými motory a stavbou vlastního automobilu, až v roce 1896 sestrojil a úspěšně vyzkoušel svůj první automobil. Jeho vůz vyvolal zájem jak veřejnosti, tak investorů. S jejich pomocí pak v roce 1899 založil svou první automobilovou firmu Detroit Automobile company, která ale brzy zkrachovala.

## Ředitel Ford Motor Company

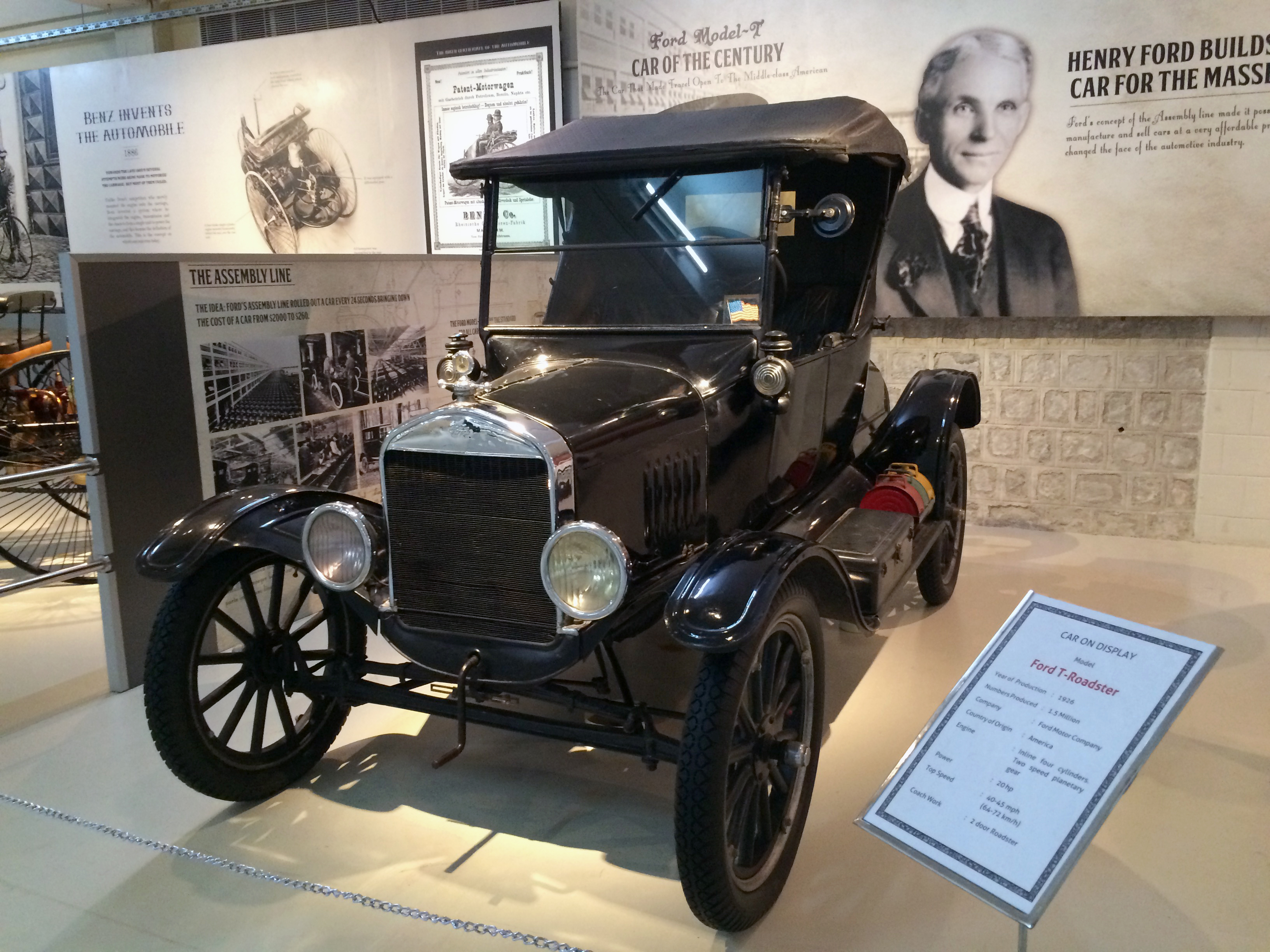
Ford T Roadster

V roce 1903, když se mu narodil syn Edsel, založil společně s dalšími společníky Ford Motor Company. Jeho nová firma dokázala s počátečním kapitálem pouhých 28000 dolarů už za první rok své existence vyrobit až 1700 automobilů a několik prototypů, které přinesly jeho firmě mnoho vítězství v automobilových závodech a několik rychlostních rekordů. S prvním rokem mohl být vcelku spokojen, ale byl odhodlán splnit si svůj cíl vyrobit levné kvalitní auto pro každého. V letech 1906 až 1908 zaváděl po několikaměsíčním vývoji výrobu legendárních modelů N a T, které se prodávaly jen za 825 dolarů. Tím vlastně splnil svůj daný cíl, protože Ford model T překonal orientaci automobilového průmyslu jen pro bohaté. Do konce roku 1908 bylo prodáno na tisíc kusů modelu T.
Aby bylo možné uspokojit poptávku po levných autech, musel otevřít novou továrnu Highland Park, kde byla zavedena jako jedna z prvních technologie pásové výroby, kterou navrhli sami zaměstnanci Ford Motor Company, kteří se nechali inspirovat pásovým zařízením na jatkách. V roce 1913 byla instalace pohyblivého pásu dokončena a další rok bylo prodáno až 250 tisíc kusů aut. Proces výroby automobilu se zkrátil z původních 12,5 hodiny na jednu  hodinu a 33 minut. Ford pak nařídil zvýšit všem dělníkům denní mzdu o víc než dvojnásobek na 5 dolarů. Tímto krokem si chtěl také zajistit, aby podnik měl stálé zaměstnance namísto nádeníků. Kromě toho zavedl ještě svůj sociální program pro stálé zaměstnance, do kterého patřila podniková zdravotní péče, sportovní a kulturní vyžití, popřípadě speciální prémie. Tyto benefity ovšem mohli mít pouze zaměstnanci žijící počestným způsobem, takže v podniku bylo zavedeno ještě sociologické oddělení, které mělo dohlížet, jestli dělníci nejsou závislí na alkoholu či na hazardu.
V dalších letech docházelo díky zdokonalování technologií pásové výroby k ještě většímu zlevňování modelu T. Tím automobilka Ford Motor Company ovládla až 50 % amerického trhu a v roce 1927 byl vyroben 15 000 000. model T. Tento rekord si podržel ještě na dalších 45 let. Během třicátých let postupně odkoupil akcie své společnosti od všech akcionářů a stal se jediným vlastníkem. Po ukončení výroby modelu T byla továrna na půl roku uzavřena, než vývojáři vedení jeho synem Edselem dokončili design dalšího úspěšného modelu A.

## Nacismus a antisemitismus
Ford se také zajímal o politiku, spolupracoval s německými nacisty a hlásil se k antisemitismu ve svých novinách Dearborn Independent. Už ve dvacátých letech sepsal knihu Mezinárodní Žid: Světový problém a financováním pomohl šířit Protokoly sionských mudrců. V Německu založil pobočku Ford Werke AB a dodával německé armádě nákladní vozy a civilistům upravenou verzi modelu T. Hitlerovi posílal každý rok k narozeninám 50 000 dolarů a veškerý výtěžek z prodeje automobilů značky Ford v Německu věnoval NSDAP. Na počátku druhé světové války se Henry Ford nechtěl zapojit do válečné mašinérie, protože nesouhlasil s Rooseveltovou politikou. V roce 1940 na krátko vstoupil do izolacionistické organizace America First Committee, ze které ale pro svůj antisemitismus musel vystoupit. V roce 1938 získal Henry Ford Záslužný řád Německého orla, tedy státní vyznamenání udělované nacistickým režimem.
Ač to bylo poněkud paradoxní vzhledem k Fordově roli v industrializaci, Fordova filozofie spočívala v tom, že pravá Amerika je mimo město, na venkově a v jeho kultuře. Město bylo v jeho očích úpadkové a za tento úpadek mohli ti, kdo tam zavlekli úpadkovou hudbu jazz (tedy černoši a podle Forda kupodivu také Židé), pozdní imigranti a "mezinárodní Židé", kteří kosmopolitní města v jeho očích především obývali. Proto také Fordova nadace striktně podporovala takovou kulturu, která ve Fordových očích proti městské kultuře bojovala a obnovovala původní, farmářské hodnoty Ameriky.
Avšak ke konci roku 1941, kdy USA vstoupily do války, se společnost Ford Motor Company plně zapojila do válečného úsilí. Podnik v té době už vedl jeho syn Edsel, který v roce 1943 zemřel. Henry Ford v té době již neměl dost mentálních a fyzických sil, takže faktické vedení podniku převzala skupina vrcholových manažerů a inženýrů v čele s Charlesem Sorensenem a Harry Benettem. Ke konci roku 1941 zahájila Fordova letecká továrna ve Willow Run výrobu bombardérů B-24 Liberator, v roce 1944 již vyráběla 650 bombardérů B-24 měsíčně. Protože Fordova rodina chtěla dostat podnik znovu pod svou kontrolu, Sorensen byl z podniku vypuzen v roce 1944, Benett v roce 1947. Pod vedením Henryho Forda se podnik dostal na pokraj bankrotu, ale díky naléhání manželky a snachy firmu v roce 1945 předal svému vnukovi Henrymu Fordovi mladšímu.

## Smrt
Henry Ford zemřel na mozkovou příhodu ve svém domě v noci 7. dubna 1947.

## Shrnutí
Jeho úspěch znamenal nejen revoluci v průmyslu, ale i velký vliv na moderní kulturu. Mnozí teoretici nazývají toto období ekonomické a sociální historie jako „Fordismus“. Jako první na světě také zavedl pásovou výrobu automobilů. Henry Ford přišel s novým pohledem na marketing a management. Během velmi krátké doby si dokázal naklonit trh s automobily na svou stranu a vydělal několik miliónů dolarů. Uvědomoval si sílu reklamy a propagace. Každého svého pracovníka dokázal nadchnout pro svou vizi, a tak se pracovníci stávali těmi, kteří „motorizovali Ameriku“.